# Rallye Kanárské ostrovy 2010
Rallye Kanárské ostrovy 2010 (oficiálně 34. Rally Islas Canarias) byla čtvrtou soutěží šampionátu IRC 2010. Soutěž se pořádala ve dnech 30. dubna a 1. května a měřila 221,59 km rozdělených do 15 rychlostních zkoušek. Zvítězil zde Jan Kopecký s vozem Škoda Fabia S2000.

## Průběh soutěže
Vítězem shakedownu byl Kris Meeke, který startoval s vozem Peugeot 207 S2000. Druhý byl Kopecký, třetí Juho Hänninen s Fabií a čtvrtý Bruno Magalhäes s dalším Peugeotem.
První etapa obsahovala 9 zkoušek. Na prvním testu vyhrál Meeke před Kopeckým a třetí byl Guy Wilks s další Fabií. V druhém testu zvítězil Hannienn před Meekem a ve třetím Kopecký před Hanninenem a Meekem. Magalhäes měl problémy s převodovkou. Meeke tak byl ve vedení před Hanninenem a Kopeckým. Druhou trojici testů vyhrál Meeke a vedl tak o 14 sekund před Kopeckým, který vždy zajel druhý čas. Třetí místo držel Hanninen. Meeke vyhrál i sedmý test ale v následujícím testu měl defekt a propadl se na šestnácté místo. Osmý test tak vyhrál Kopecký a ujal se vedení v soutěži. Devátý test byl nakonec zrušen. 
V úvodu sobotní etapy zvítězil Kopecký před Wilksem a Hanninenem. Meeke postoupil na šesté místo. Další test ale vyhrál a posunul se na pátou pozici. Další test vyhrál Kopecký před Hanninenem, Wilksem a Magalhaesem. Meeke ale vyhrál další dvě zkoušky a posunul se na čtvrté místo před Magalhäese.

## Výsledky
1. Jan Kopecký, Petr Starý – Škoda Fabia S2000
2. Juho Hanninen, Mikko Markkula – Škoda Fabia S2000
3. Guy Wilks, Phil Pugh – Škoda Fabia S2000
4. Kris Meeke, Paul Nagle – Peugeot 207 S2000
5. Bruno Magalhaes, Carlos Magalhaes – Peugeot 207 S2000
6. Alfonso Viera, Victor Perez – Ford Focus RS WRC
7. Miguel Fuster, Ignacio Avino – Porsche 911 GT3
8. Alberzo Hevia, Alberto Iglesias – Škoda Fabia S2000
9. Joan Vinyes, Jordi Mercader – Suzuki Swift S1600
10. Jose Maria Ponce, Carlos Larrode – BMW M3